# Metahyamus amoensis
Metahyamus amoensis is een hooiwagen uit de familie Assamiidae.